# Berthe Rakotosamimanana
Berthe Rakotosamimanana, née Berthe Rasoamialinivo, le 18 janvier 1938,  à Andasibe et morte le 29 novembre 2005, à Antananarivo, est une géologue, paléontologue, anthropologue et primatologue de Madagascar.

## Biographie
Berthe Rasoamialinivo naît à Andasibe dans le district de Moramanga le 18 janvier 1938.  Elle fait des études de géologie, biologie animale et d'anthropologie à la faculté des sciences de l'université de Paris Jussieu.
Elle se marie en 1963 avec le Docteur Philibert Rakotosamimanana. 
À son retour dans son pays, en 1967, elle enseigne au département de géologie de l'université de Madagascar,. Elle mène des recherches sur la faune des mammifères fossiles et subfossiles de Madagascar. Après sept ans, elle crée, avec son collègue le professeur Henri Rakotoarivelo, le premier service de paléontologie de l'université en 1974. En 1977, elle obtient un doctorat de l'université de Paris-VII, intitulé La diversité anthropologique des isolats des Hautes Terres (Imerina, Madagascar). Confrontation de la biologie et du social. Cette thèse examine la diversité des implantations humaines et des espèces, et leurs interactions, dans les Hautes terres de l'Imerina.
En 1993, le service de paléontologie devient un département à part entière, principalement grâce à ses initiatives. Elle en est la responsable de 1995 à 1998. Elle crée également trois nouveaux départements : Anthropologie physique, Anthropologie nutritionnelle, Primatologie et biologie de l'évolution. Elle y est active jusqu'en 2003 et supervise des doctorants jusqu'à sa mort, survenue le 29 novembre 2005, à 67 ans,.
Tout au long de sa carrière, Berthe Rakotosamimanana est membre de plusieurs organismes professionnels, dont le Groupe d'étude et de recherche sur les primates de Madagascar (GERP),.
Elle milite pour la définition d’un plan national d'action environnementale à Madagascar. En tant que secrétaire générale du 17e congrès de la Société internationale de primatologie, elle persuade  le gouvernement d'accorder un financement important à l'université pour préparer la conférence de 1998, qui se tient à Antananarivo. De 1977 à 1983, elle est également directrice de la recherche scientifique au sein du ministère malgache de l'éducation et de la recherche scientifique.

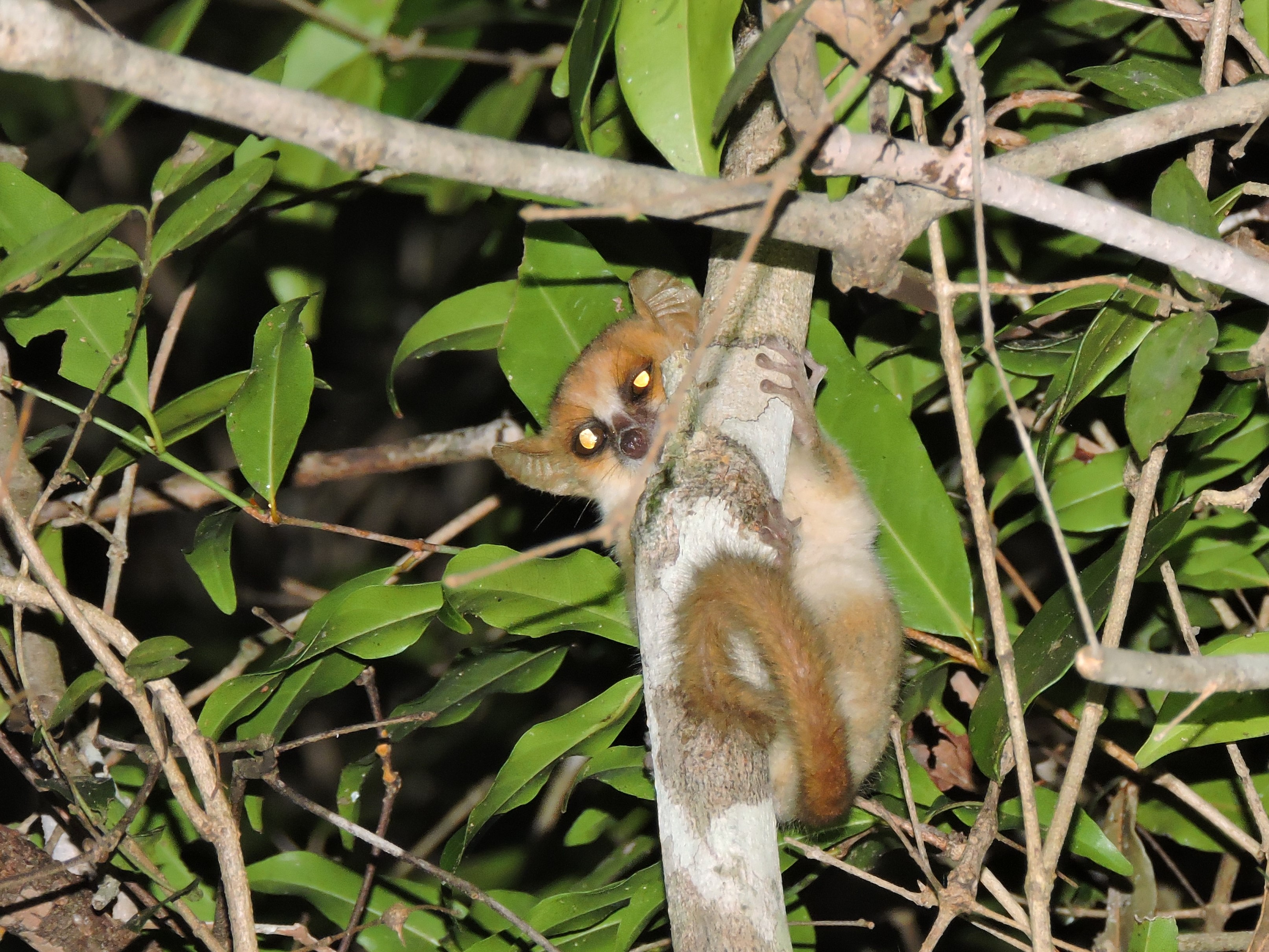
Microcèbe de Mme Berthe

Plusieurs espèces ont été nommées de son vivant en faisant référence à elle :
- Un nouveau type de lémurien a été baptisé en son honneur Microcèbe de Mme Berthe ou Microcebus berthae. Les auteurs de la première description ont ainsi rendu hommage à sa coordination sur la durée de la recherche avec le Centre allemand des primates dans le parc national de Kirindy Mitea, l'habitat de ce lémurien. C'est le plus petit primate du monde. Il a été découvert en 1992 dans les forêts du Menabe[6].
- En 1993, les biologistes Steven M. Goodman et Florent Ravoavy ont nommé une espèce éteinte de coua, Coua berthae (de) ou Coua de Mme Berthe[7].

## Travaux et publications (exemples)
Elle a fait partie des équipes qui ont livré la première description de diverses espèces éteintes telles que :
- † Le Babakotia, un genre de lémurien qui s'est éteint il y a moins de 1000 ans[8].
- † L'Ambondro mahabo, un mammifère primitif du Jurassique moyen malgache, ce qui a fait l'objet d'une publication dans la revue Nature[9].

Elle a participé à des travaux de recherche sur les primates de Madagascar, notamment sur leur répartition historique sur l'île. Elle a fait partie d'une équipe qui a utilisé le séquençage de l'ADN pour démontrer que tous les lémuriens malgaches descendaient d'un ancêtre commun. Elle a participé à l'identification de quelques-uns des premiers dinosaures de l'île, dont deux nouvelles espèces d'eucynodontes non mammifères,.
Elle s'est intéressée au lémurien sportif de Milne-Edwards (en), ou lémurien belette de Milne-Edwards,. Elle a fait partie d'une équipe plus large qui a étudié les liens entre la distance génétique et la distribution géographique chez les lémuriens nains. Ses travaux sur le Pachylemur insignis, avec des collègues, ont montré qu'il est plus proche du genre variecia que du lémurien. Elle a également étudié les dermatoglyphes des lémuriens.